# 佛統府
佛統府（皇家轉寫：Changwat Nakhon Pathom，泰語發音：[t͡ɕāŋ.wàt ná(ʔ).kʰɔ̄ːn pā.tʰǒm]），或音譯作那坤巴統府、那空巴統府，是泰國中部的一個府。

## 歷史
佛統府在古代時非常繁榮，是泰國最古老的城市，且是印度佛教最早傳入泰國時的首個弘揚佛教的地方。「佛統城」在公元11世紀時由繁榮逐漸沒落以至於沉淪，直至拉瑪四世時代才重新修建大佛塔，費時17年，於拉瑪五世時代，因興建了鐵路，佛統府逐漸復興，現已成為現代化城鎮。
其名字源自于巴利文的“Nagara Pathama”，其意思是“第一个城市”。且佛统也被认为是泰国最古老的城市。在此已发现早于泰族时期的婆罗菩提国的考古遗迹。时间是从6世纪到11世纪。
许多世纪以来，佛统府一直是连接中国和印度海上路线一环的一个沿海城市。从湄南河的沉积来看，现在佛统的海岸线已经向海推进了很多。在下巴河改道的时候，城市因为失去其主要的水源而被遗弃，人口迁居到鄰近的那空猜西县。在拉玛四世时期，重建了早己被毁弃在荒榛林莽间的佛统大塔。城市又以其为中心渐渐复建，给佛统府带来了新的生命力。博物馆中的考古发现为我们展示出了这个城市的历史印记。

## 地理
佛統府的面積約為2,168.3平方公里，距首都曼谷約58公里。其疆域北連素攀府；南瀕沙沒頌堪府及沙沒沙空府；東接暖武里府及曼谷；西臨碧武里府及北碧府。
佛統府多為低窪平地，僅佛統府直轄縣及甘烹盛縣為高原地帶；位於金河畔的挽巒縣、坤西施縣、三攀縣均是土地肥沃地帶，良田萬頃，水利資源豐富，其中「賓誥白米」曾在世界比賽中曾獲冠軍榮譽。

## 行政
佛統府行政區共分為7个縣（Amphoe）；再分成105个區（Tambon）；最後細分成919个村（Muban）。
| \| # \| 中文名 \| 泰文名 \| 英文名 \| \| - \| ------------------------------------- \| ---------- \| -------------------- \| \| 1 \| 佛统府治县 (那空巴统府治县) \| เมืองนครปฐม \| Mueang Nakhon Pathom \| \| 2 \| 甘烹盛县（英语：Amphoe Kamphaeng Saen） \| กำแพงแสน \| Kamphaeng Saen \| \| 3 \| 那空猜西县（英语：Amphoe Nakhon Chai Si） \| นครชัยศรี \| Nakhon Chai Si \| \| 4 \| 敦敦县（英语：Amphoe Don Tum） \| ดอนตูม \| Don Tum \| \| 5 \| 班伦县（英语：Amphoe Bang Len） \| บางเลน \| Bang Len \| \| 6 \| 三攀县（英语：Amphoe Sam Phran） \| สามพราน \| Sam Phran \| \| 7 \| 普他蒙通县（英语：Amphoe Phutthamonthon） \| พุทธมณฑล \| Phutthamonthon \| |                             |            |                      |
| # | 中文名                      | 泰文名     | 英文名               |
| 1 | 佛统府治县 (那空巴统府治县) | เมืองนครปฐม | Mueang Nakhon Pathom |
| 2 | 甘烹盛县                    | กำแพงแสน   | Kamphaeng Saen       |
| 3 | 那空猜西县                  | นครชัยศรี    | Nakhon Chai Si       |
| 4 | 敦敦县                      | ดอนตูม      | Don Tum              |
| 5 | 班伦县                      | บางเลน     | Bang Len             |
| 6 | 三攀县                      | สามพราน    | Sam Phran            |
| 7 | 普他蒙通县                  | พุทธมณฑล    | Phutthamonthon       |

## 名勝古蹟

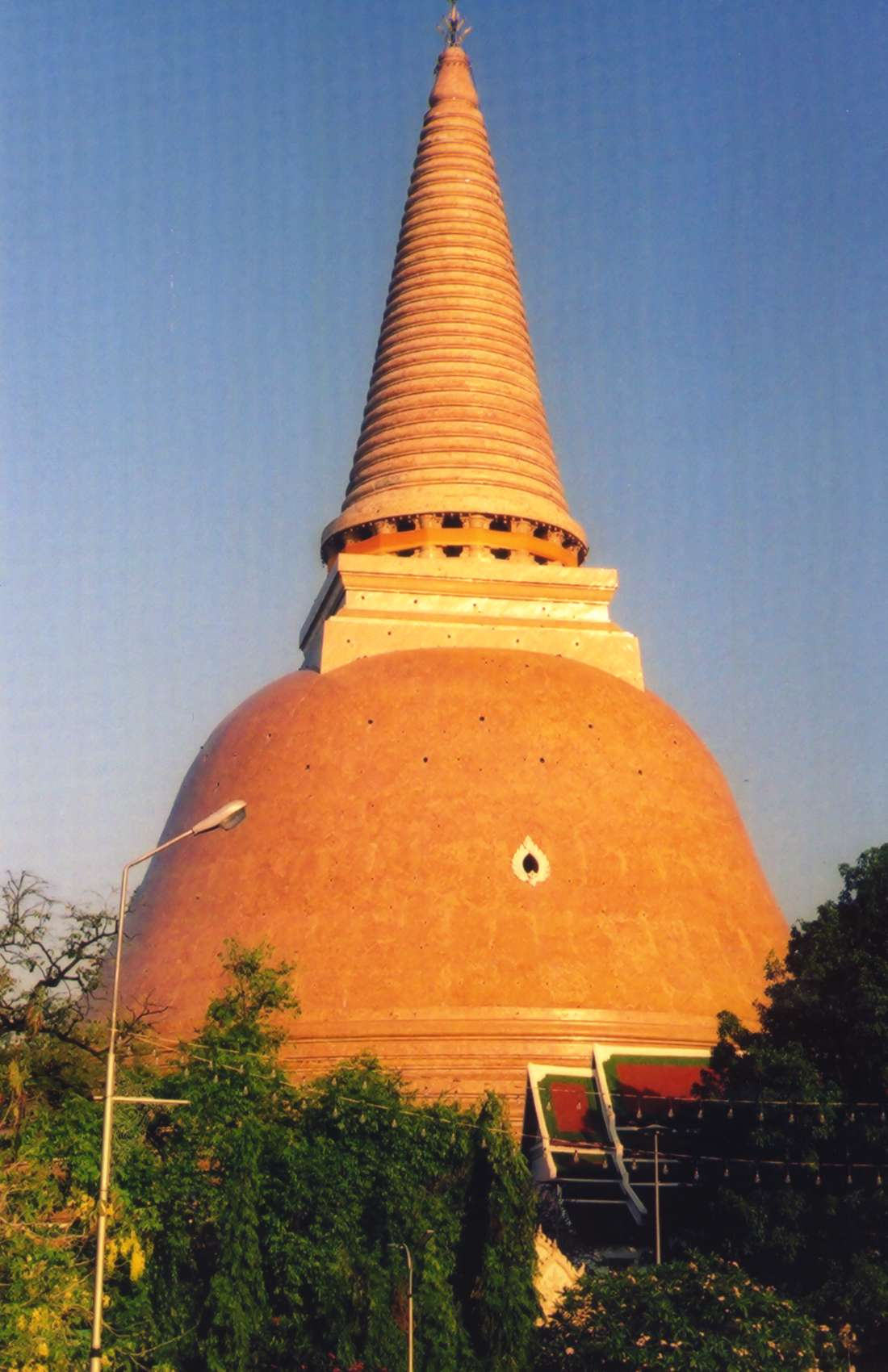
佛統大塔

- 佛統大塔（Phra Pathom Chedi）：位於佛統直轄縣，是佛統府的象徵，塔高127公尺，塔底直徑為57公尺，是全球最高的佛塔之一，其形狀像一座倒置的巨鐘，金光閃閃。該佛塔約建於7世紀，19世紀獲得重建和保護。佛塔的寺院內有博物館，陳列著許多在佛統府發掘出來的文物。每年11月份的水燈節期間，均在此舉行禮佛盛會，香火十分興旺。
  - 拍耶攀紀念碑：位於佛統大塔附近，據傳說，佛統大塔的興建，源自拍耶攀先生在戰爭中誤弒親父而後悔，為了贖罪而特意建此大塔。
  - 拍巴湯塔：位於佛統直轄縣，是一古老的大型佛塔，據說是拍耶攀弒養母後，為懺悔贖罪而建此塔。
- 臘像館（พิพิธภัณฑ์หุ่นขี้ผึ้ง，Thai Human Imagery Museum）：位於坤西施縣（那空猜是縣），其臘像表現了泰國文化風俗，人像擱翎如生，逼真動人，由泰國藝術家花費十年心血制作而成。
- 玫瑰花園（สวนสามพราน，Rose Garden）：位於三攀縣的碧甲盛路之達真河岸邊，環境優美，繁花似錦，有泰國民俗歌舞表演及大象特技表演，各種泰國手工藝品展示銷售。
- 佛教城：位於菩塔蒙通縣，佔地面積約4平方公里，為一佛寺兼植物園，是泰國的主要佛教頂禮中心，內有一尊高達15公尺的立姿佛像，是為紀念釋迦牟尼的2,500歲誕辰而建。
- 杉攀大象鱷魚表演場：位於三攀縣，有大象和鬥鱷魚表演，以及漂亮的花園和各種動物。
- 哇賴京寺：位於三攀縣的那空猜是河畔，建於1791年，每年5月份均在此舉行禮佛盛會。
- 沙喃珍行宮：位於直轄縣，為拉瑪六世之夏季行宮，是一座泰式和西式混合風格的建築物，前面尚有寵物雅叻狗紀念碑。
- 拍巴湯塔：位於直轄縣，是一古老的大型佛塔，據說是拍耶攀弒養母後，為懺悔贖罪而建此塔。
- 那空猜是縣：盛產大米、柚子、葡萄，遊客可參觀水果加工廠，另外，也可在那空猜是河中蕩舟，欣賞兩岸美景。

## 当地特产
- 甜柚：主要产区在佛统差西（Nakhon Chai Si）产区。尽管有所争议，但是其品质依然值得一尝。
- 山地竹筒饭：将糯米，混合椰奶，在一个竹筒中蒸烤而成。
- 香椰汁

## 教育
國立瑪希敦大學位于佛统府，原本是一个医学院。现在成为一个门类齐全的综合类大学。变为可与朱拉隆功大学（位于曼谷市中心）一比高下的泰国最好的两个大学之一。其亦是东南亚名列前茅的大学之一。它的萨拉亚校区包括了全英语的国际学院，且其有很多分校在泰国其他主要地区。